# Saison 3 de Spenser
Chronologie
Saison 2
Cet article présente les vingt-et-un épisodes de la troisième saison de la série télévisée américaine Spenser (Spenser: For Hire).

## Distribution

### Acteurs principaux
- Robert Urich : Spenser
- Avery Brooks : Hawk
- Ron MacLarty : sergent Frank Belson
- Barbara Stock : Susan Silverman
- Richard Jaeckel : lieutenant Martin Quirk (épisodes 1 à 3)

## Épisodes

### Épisode 1:Retour au pays
- États-Unis : 27 septembre 1987 sur ABC

- William Hickey (Gus Harley)
- Timothy Carhart (Georgie Harley)
- Jamey Sheridan (Nick Cavanaugh)
- David Patrick Kelly (Kevin Harley)
- George Martin (Juge Emmett Cavanaugh)
- Harry S. Murphy (Lee Kazek)

### Épisode 2:Mon ennemi, mon ami
- États-Unis : 4 octobre 1987 sur ABC

- Kadeem Hardison (Bobby Waters)
- Samuel L. Jackson (Ned)
- Cleavant Derricks (Mac Dickerson)
- John Finn (Monroe)
- Tim De Zarn (Harris)
- Daniel Beer (Jack)

### Épisode 3:Le Cœur de l'affaire
- États-Unis : 11 octobre 1987 sur ABC

- Kenneth Welsh (Lieutenant Webster Bloom)
- William Converse-Roberts (Clay Roberts)
- Gary McCleery (Sean Winston)
- Shirley Knight (Katie Quirk)
- Tanya Berezin (Docteur Dartman)
- Richard Gant (George)

### Épisode 4:Trahison
- États-Unis : 1er novembre 1987 sur ABC

- Brent Collins (Doc)
- Giancarlo Esposito (Ramos)
- Mary Fogarty (Harriet)
- Jack Gwaltney (Champ)
- Sean Kemery (Spenser (jeune))
- Thomas Kopache (Grady)
- James Rebhorn (Père Hoyt)
- Laura San Giacomo (Sharon)
- David Seaman (Charlie Moon)
- John Paul Urich (Le père de Spenser)

### Épisode 5:Le Rêve sans fin
- États-Unis : 8 novembre 1987 sur ABC

- Trini Alvarado (Laurie Kincaid)
- Cherry Jones (Tracy Kincaid)
- Ron Ryan (Harry Slade)
- John Bedford Lloyd (Keith Kincaid)
- Kenneth Welsh (Lieutenant Webster Bloom)

### Épisode 6:Consilium Abditum
- États-Unis : 15 novembre 1987 sur ABC

- Peter Michael Goetz (Professeur Peter Dorian)
- Hansford Rowe (Professeur Peters)
- Helen Foley (Ruth)
- Arnie Mazer (Stan)
- David Schramm (Carl)
- Leslie Lyles (Docteur Blackmon)

### Épisode 7:Thanksgiving
- États-Unis : 29 novembre 1987 sur ABC

- Robert Swan (Mike Kaminski)
- Ron Frazier (George Huntley)
- Mary-Joan Negro (Etta Kaminski)
- George Ede (Alfred Devon Sr)
- Richard Backus (Alfred Devon Jr)
- David Groh (Tony Romano)

### Épisode 8:Partie de pêche
- États-Unis : 6 décembre 1987 sur ABC

- David Margulies (Lou De Franco)
- Michael Lombard (Lucas Cantrell)
- Rutanya Alda (Estelle De Franco)
- Marita Geraghty (Janet De Franco)
- Steve Drury (Thad Wilcox)

### Épisode 9:Jeu d'enfant
- États-Unis : 20 décembre 1987 sur ABC

- Gerry Bamman (William Reed)
- Norman Matlock (Lieutenant Grayson)
- Helen Carey (Madame Fontana)
- Gary Morgan (Albert)
- Peter Smith (Jimmy)
- Jason Kristofer (Harry)

### Épisode 10:Des squelettes dans le placard
- États-Unis : 3 janvier 1988 sur ABC

- Boyd Gaines (Alfie Gainer)
- Judith Hoag (Eileen Kingsley)
- Elain R. Graham (Jess)
- E.G. Marshall (Juge Jason Kingsley)
- Elizabeth Witchcraft (Annie)

### Épisode 11:Le Siège
- États-Unis : 10 janvier 1988 sur ABC

- John Shepard (Mickey)
- Richard Brooks (Robert)
- Andrew Davis (Sal)
- MacIntyre Dixon (Higgins)
- Leonard Jackson (Larry)
- Nadine Hart (Marsha)
- Joe Aufiery (Officier Fielding)
- George Guidall (Capitaine Samuels)

### Épisode 12:Le Réveil d'Arthur
- États-Unis : 16 janvier 1988 sur ABC

- Frederick Neumann (Arthur Reynold)
- Peter Crombie (Solomon Trench)
- Kent Broadhurst (Brian Melchior)
- David Cryer (Barney)
- Josh Carroll (Donald Watson)
- Khalif Bobatoon (Larry)
- Eavenly Shin (Le premier agresseur)
- David Herman (Le second agresseur)

### Épisode 13:Jusqu'au bout du chemin
- États-Unis : 23 janvier 1988 sur ABC

- Charles Kimbrough (Roger THornwood)
- Fred J. Scollay (Fred Mullens)
- Andrew Bloch (Ned Cleary)
- Robin Bartlett (Madame Drake)
- Ron Canada (Stapleton)
- Cady McClain (Laurie)
- Keith Bogart (Brian)

### Épisode 14:Joue le encore, Sammy
- États-Unis : 30 janvier 1988 sur ABC

- Sal Viscuso (Sammy Backlin)
- William H. Macy (Efrem Connors)
- Jean De Bear (Dorothy Winsome)
- Edmund Genest (Burl Dodds)
- Kate Burton (Kate Lofficier)
- James A. Baffico (Nash Bodine)
- John Bell (Max Winsome)

### Épisode 15:Le Grand Combat
- États-Unis : 6 février 1988 sur ABC

- Cliff Gorman (Joey)
- Austin Pendleton (Le Professeur)
- John C. McGinley (K.C.)
- Anne De Salvo (Mildred)
- James Shanta (Mike Walsh)

### Épisode 16:La Véritable justice
- États-Unis : 5 mars 1988 sur ABC

- Philip Bosco (David McVane)
- Dylan Baker (Sam Reynolds)
- Harry Groener (George Lynnwood)
- Stephen Keep Mills (Ted Watson)
- Jack Davidson (Juge Sorenson)
- Susan Wilder (Annie Bucklin)
- George Loros (Jimmy Culver)
- Margaret Whitton (Janet Cole)
- Steven M. Gagnon (Brian Lord)

### Épisode 17:L'Homme de la compagnie
- États-Unis : 12 mars 1988 sur ABC

- Graham Beckel (Sully)
- Ivar Brogger (Harold)
- Sarah Michelle Gellar (Emily)
- Eddie Jones (J.D. Hayes)
- Michael Mantell (William Wright)
- Louis Zorich (Jack Delroy)
- Samuel E. Wright (Dave Watkins)

### Épisode 18:Les Couleurs de l'aquarelle
- États-Unis : 19 mars 1988 sur ABC

- Jordan Marder (R.C. Camden)
- Pauline Flanagan (Madame Durrant)
- Susan Pellegrino (Madame Friar)
- Judith Barcroft (Charlie Branch)
- George Gerdes (Ed)
- John Juback (Hatch Donovan)
- Bobby Orr (Lui-même)
- James Patrick Gillis (Monsieur Camden)

### Épisode 19:Les Yeux d'Hawk
- États-Unis : 26 mars 1988 sur ABC

- Andrea Thompson (Martha Prince)
- David Leary (Willard Prince)
- Omar Shapli (Professeur Freed)
- Cheryl Jones (Alicia)
- Katherine Waters (Officier Roseland)
- Brian Howe (Chauffeur de taxi)

### Épisode 20:McAllister
- États-Unis : 30 avril 1988 sur ABC

- Victor Love (Darnell Lewis)
- John Seitz (Capitaine Warren Sears)
- Andie MacDowell (Maggie)
- Will Lyman (Lieutenant Grant)
- James Eckhouse (Lieutenant Carl Westmore)
- Ving Rhames (Henry Brown)
- Tom Brennan (Capitaine Kiparski)
- William Youmans (Stefan Smolens)
- Steve Inwood (Tom McAllister)
- Peter MacKenzie (Lieutenant Travis Williams)
- Susan Gibney (Molly Sears)

### Épisode 21:Hantise
- États-Unis : 7 mai 1988 sur ABC

- Barbara Garrick (Valentine)
- Lois Smith (Elsie)
- Caroline Lagerfelt (Gouverneure)
- Alan Vint (LeClerc)
- Celeste Holm (Rose)
- Sean Kemery (Spenser jeune)
- Robbie Neigeborn (Charlie Moon)